# Vincas Kudirka

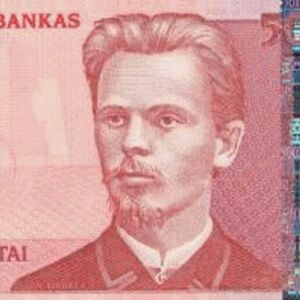
Vincas Kudirka, Porträt auf der 500-Litas-Banknote

Vincas Kudirka (* 19. Dezemberjul. / 31. Dezember 1858greg. in Paežeriai, Gouvernement Suwałki, Russisches Kaiserreich, heute Rajongemeinde Vilkaviškis, Litauen; † 4. Novemberjul. / 16. November 1899greg. in Wladislawow, heute Kudirkos Naumiestis, Litauen) war ein litauischer Arzt,  Schriftsteller, Dichter, Publizist, Kritiker, Übersetzer und Journalist.

## Leben
Als Redakteur der Zeitung Varpas („Die Glocke“) und Begründer der Bewegung Varpininkai („Die Glöckner“) war Kudirka einer der Vordenker der litauischen Volksbewegungen im 19. Jahrhundert. Über die jüdische Bevölkerung äußerte er sich abfällig.
1898 schrieb Vincas Kudirka den Text und komponierte die Musik der Nationalhymne Tautiška giesmė.

## Ehrungen
Nach Vincas Kudirka sind das Städtchen Kudirkos Naumiestis (Kudirkos ist Genitiv von Kudirka), der Vincas-Kudirka-Platz in Vilnius sowie zahlreiche Gymnasien in Litauen benannt. Auch der Asteroid (319009) Kudirka trägt seinen Namen.